# یانکوبا مینته
یانکوبا مینته (انگلیسی: Yankuba Minteh؛ زادهٔ ۲۲ ژوئیهٔ ۲۰۰۴) بازیکن فوتبال اهل گامبیا است.
از باشگاه‌هایی که در آن بازی کرده است می‌توان به باشگاه فوتبال فاینورد، باشگاه فوتبال ادنسه، و باشگاه فوتبال نیوکاسل یونایتد اشاره کرد.
وی همچنین در تیم ملی فوتبال گامبیا بازی کرده است.